# Постъварул
Постъварул (на румънски: Postăvarul; на унгарски: Keresztény-havas; на немски: Schuler)) е планински масив в Румъния, част от Румънските Карпати (дял от Карпатската планинска верига). Наричан е „станцията за зимни спортове на Предял“. Висок е 1799 m.